# Али Махир
 Али́ Махи́р-паша́ (араб. علي ماهر باشا‎; англ. Ali Mahir Pasha, 9 ноября 1882, Каир — 25 августа 1960, Женева) — египетский политический деятель, премьер-министр Египта в 1936, 1939—1940 годах и дважды в 1952 году. Был первым премьер-министром страны после революции 23 июля 1952 года. Неоднократно занимал посты министра иностранных дел, военного министра, министра внутренних дел и министра финансов Египта.

## Биография

### Политическая карьера
Родился в 1882 году в Каире, Хедиват Египет в аристократической семье бригадира Махмуда Махира (1854—1909). Брат лидера партии Саад Ахмеда Махира, премьер-министра Египта в 1944—1945 годах.
Поскольку отец не желал, чтобы его сыновья выбрали военную карьеру, Али Махир получил юридическое образование и три года работал в каирских судах. Перед Первой мировой войной он увлёкся политикой, примкнув к египетским политикам, считавшим, что союз с Великобританией будет способствовать развитию страны, а 1919 году присоединился к партии Вафд, создававшейся Саадом Заглулом, и был участником переговоров о независимости Египта в 1922 году. Активный сторонник королевской власти, Али Махир в 1923 году был назначен директором Королевской юридической школы и стал одним из членов «Комиссии 30-и» и авторов египетской Конституции 1923 года, дававшей большие полномочия королю Египта Ахмеду Фуаду I. В 1924 году он был избран депутатом парламента и в ноябре 1924 года вошёл в правительство Ахмеда Зивар-паши в качестве министра просвещения. Однако в 1925 году Али Махир порвал с Вафдом и стал одним из основателей Объединённой партии Египта (Партии единения), тесно связанной со двором, при этом выступая как независимый и беспартийный и сохраняя министерский пост до 1926 года . В качестве министра финансов он входил в первое правительство Мухаммеда Махмуда-паши (1926—1929) и в кабинет Исмаила Сидки-паши (1930—1933). В 1935 году Али Махир был назначен начальником королевской канцелярии.

### Премьер-министр Египта
В конце 1935 года Али Махир оказался той компромиссной фигурой, которая устроила короля Ахмеда Фуада и лидеров политических партий на посту главы переходного правительства, призванного провести новые парламентские выборы. 30 января 1936 года он впервые занял пост премьер-министра Египта, однако срок его полномочий составил всего три с лишним месяца. Именно на его премьерство пришлась смерть короля Ахмеда Фуада 28 апреля 1936 года и переход престола к новому королю Фаруку . В мае 1936 года Али Махир провёл парламентские выборы, на которых победила партия Вафд, и 9 мая подал в отставку.
Новый король назначил бывшего премьера начальником королевской канцелярии. В этой должности Али Махир способствовал смещению вафдистского правительства Мустафы Наххаса 29 декабря 1937 года и был одним из организаторов парламентских выборов 1938 года, которые оппозиция объявила сфальсифицированными.

### Второе правительство Али Махира (1939—1940)
18 августа 1939 года Али Махир по поручению короля сформировал т. н. «дворцовый кабинет» не имея ни своей партии, ни одного депутата в парламенте. В преддверии войны ни англичане, ни Наркомат иностранных дел СССР не строили больших иллюзий по поводу ориентации нового правительства. Первый посланник СССР в Каире Николай Васильевич Новиков писал в своих мемуарах:
В августе 1939 года, когда в Европе дело явно шло к войне, Фарук назначил премьер-министром Али Махир-пашу, включившего в свой кабинет ряд министров-англофобов, тайных сторонников держав «оси». В те годы в Египте было широко распространено мнение, что на державы «оси» ориентировался и сам Фарук.
Несмотря на это 1 сентября 1939 года, в начале Второй мировой войны, Махир, исполняя англо-египетский договор 1936 года, разорвал дипломатические отношения с Германией, взял на себя функции военного губернатора Египта, ввёл в стране военное положение и цензуру. Однако Египет не объявил войны Германии и его вооружённые силы не входили в состав армий союзников по антигитлеровской коалиции. Начальник генерального штаба египетской армии генерал Азиз аль-Масри (будущий посол Египта в СССР) отказался предоставить британскому командованию египетскую истребительную авиацию и войска для участия в операциях в оазисе Сива. Когда выяснилось, что Масри передал итальянскому командованию британский план обороны Западной пустыни, Великобритания потребовала его смещения, но Махир только отправил генерала в бессрочный отпуск.
После того как 10 июня 1940 года в мировую войну вступила Италия, Махир затянул решение вопроса об итальянских подданных в Египте, отказался разорвать дипломатические отношения с Италией и 28 июня был вынужден подать в отставку, уступив место коалиционному правительству Хасана Сабри.

### Удаление из большой политики
Вынужденная отставка не подорвала влияния Али Махира и не изменила прогерманских настроений в египетском обществе. Новиков писал:
Не улучшилось положение и после отставки Али Махир-паши. Очередной дворцовый кабинет Сырри-паши если и не поощрял открыто происков «пятой колонны», то во всяком случае не противодействовал им. Неудивительно, что в подобной обстановке профашистские силы сумели организовать в Каире массовую демонстрацию с требованием возврата к власти Али Махир-паши. Одним из лозунгов демонстрантов был зловещий призыв: «Вперед, Роммель!» .
Но этот взрыв популярности отрицательно сказался на карьере Махира. 4 февраля 1942 года англичане сменили правительство Египта, а в апреле того же года бывший премьер-министр был отправлен под домашний арест.
После освобождения в 1944 году возвращение Али Махира в большую политику оказалось проблематичным, однако он сохранял определённое политическое влияние. 7 марта 1946 года Махир вошёл в сформированную премьером Исмаилом Сидки делегацию для переговоров с Великобританией после антибританских выступлений в феврале-марте, а 14 ноября 1951 года шёл вместе с Мустафой Наххасом во главе грандиозной траурной демонстрации, проведённой в память египетских федаев, погибших в зоне Суэцкого канала.

### Возвращение в политику. Первое правительство 1952 года
Несмотря на то, что политическая карьера Али Махира казалась завершённой, развитие событий в Египте и ослабление британского влияния неожиданно вернули его к власти. Массовые волнения в Каире привели вечером 27 января 1952 года к отставке вафдистского кабинета Мустафы Наххаса-паши и сформированию правительства во главе с Али Махиром, который был назначен военным губернатором Египта, и занял также посты министра иностранных дел и военного министра. Махир подготовил проект англо-египетского договора, предусматривавшего подписание Соглашения об обороне Среднего Востока и начал переговоры с Великобританией. 6 февраля правительство Махира приняло особый закон, расширивший права полиции и сил безопасности в вопросах подавления беспорядков и возобновило переговоры с Лондоном. Однако Махир отказался дать санкцию на роспуск вафдистского парламента, чем расстроил свои отношения с королём, а неудачные манёвры премьера между Великобританией и США поставили под угрозу достижение соглашения. Утром 1 марта англо-египетские переговоры были отложены, а затем и прерваны, а парламент был отправлен на месячные каникулы королевским указом. 2 марта 1952 года Али Махир собрал чрезвычайное заседание правительства, на котором было принято решение уйти в отставку.

### Кандидат в диктаторы, кандидат в премьеры
После третьей отставки с поста премьер-министра Али Махир оставался одним из самых популярных египетских политиков. Хотя король Фарук и не привлекал его к формированию последующих, часто сменявших друг друга правительств, общественное мнение видело в нём будущего национального лидера Египта. Когда в середине года египетская и американская печать стали высказывать сомнение в «оживлении демократии в такой стране, как Египет, где большинство населения живёт хуже скота» (Стюарт Олсоп, «Чикаго сан энд Таймс») и утверждать., что стране нужна «сильная личность», Ихсан Абдель Каддус опубликовал статью «Египту нужен диктатор… Это Али Махир?». Каддус указывал на влияние Махира и утверждал, что тот мог бы «стать диктатором для, а не против народа, не против свободы, которую он продвинул бы вперёд, а не отбросил назад».
Однако в июле 1952 года ситуация резко изменилась — подпольная армейская организация «Свободные офицеры» уже имела на Али Махира свои планы. Захват Каира военными подразделениями в ночь на 23 июля 1952 года привёл к власти группу офицеров во главе с генералом Мухаммедом Нагибом и подполковником Гамалем Абдель Насером. Утром, когда премьер-министр Нагиб аль-Хиляли по телефону связался из Александрии с Нагибом, тот передал ему требование армии подать в отставку, передав свои полномочия Али Махиру. После этого Нагиб и Анвар Садат отправились в резиденцию Махира в Гизе, чтобы убедить его возглавить правительство.

### Первый премьер-министр революции
Али Махир согласился в четвёртый раз занять кресло премьер-министра Египта, но поставил условие, чтобы поручение о сформировании кабинета исходило от короля Фарука, как от главы законной власти. После недолгих телефонных переговоров между Каиром и Александрией уже днём 23 июля Махир позвонил Нагибу и сообщил, что Фарук I официально поручил ему формирование кабинета. Формально он получил всю полноту власти, сосредоточив в своих руках посты премьер-министра, министра иностранных дел, военного министра и министра внутренних дел, в то время как под вечер того же дня лидер «Свободных офицеров» генерал-майор Мухаммед Нагиб получил пост главнокомандующего армией.
Али Махир, используя свой юридический и государственный опыт, сумел предотвратить созыв парламента, как этого требовала конституция, и в руках главы правительства на неопределённое время оказалась так же вся законодательная власть. Однако власть в Египте уже стремительно переходила к Совету революционного командования — неофициальной структуре, созданной «Свободными офицерами». Противоречия между двумя центрами власти нарастали не менее стремительно, и Али Махир, сосредоточив в своих руках диктаторские полномочия, продержался на посту ровно полтора месяца. После того, как он выступил против аграрной реформы и проведения парламентских выборов в феврале 1953 года, Совет революционного командования принял решение сменить премьер-министра. 7 сентября 1952 года генерал Мухаммед Нагиб сформировал новое правительство, что означало уже формальную передачу государственной власти в руки «Свободных офицеров».

### Уход из политики
После отставки Али Махир уже не проявлял заметной политической активности, а 13 января 1953 года новые власти поставили его во главе Комиссии по разработке новой конституции в составе 50 представителей политических партий, государственных органов и армии. Однако уже 17 января Нагиб, как главнокомандующий вооружёнными силами, издал манифест о роспуске всех политических партий и трёхлетнем «переходном периоде», после чего вопрос о конституции повис в воздухе. Несмотря на это комиссия Махира продолжала свою работу, темпы которой подвергались резкой критике египетской печатью. Ахмед Абульфатх опубликовал в газете «Аль-Мысри» статью «Конституция, о предатель!» с обвинениями против Махира и требованием установить срок завершения работы комиссии. В это время, 10 февраля 1953 года была опубликована временная конституция Египта, которая должна была действовать в переходный период. В период февральско-мартовского кризиса 1954 года Али Махир 25 марта опубликовал в газете «Аль-Ахбар» статью, в которой заявлял, что «Египет не может занимать нейтралистскую позицию, и должен присоединиться к Западу». Однако победителем из кризиса вышел Гамаль Абдель Насер, который вскоре отказался от односторонней ориентации на Запад и частично переориентировался на социалистический блок.
Али Махир скончался 25 августа 1960 года в Женеве, Швейцария .